# Luxemburgs voetbalelftal in 2006
Het Luxemburgs voetbalelftal speelde in totaal tien interlands in het jaar 2006, waaronder vier wedstrijden in de kwalificatiereeks voor de EK-eindronde 2008 in Oostenrijk en Zwitserland. De ploeg stond voor het tweede opeenvolgende jaar onder leiding van oud-international Guy Hellers, die de Deen Allan Simonsen was opgevolgd. Op de FIFA-wereldranglijst zakte Luxemburg in 2006 van de 151ste (januari 2006) naar de 186ste plaats (december 2006).

## Balans
| Wedstrijden | Wedstrijden | Wedstrijden | Wedstrijden | Doelpunten | Doelpunten | Doelpunten | Punten |
| Gespeeld    | Winst       | Gelijk      | Verlies     | Voor       | Tegen      | Saldo      | Punten |
| ----------- | ----------- | ----------- | ----------- | ---------- | ---------- | ---------- | ------ |
| 10          | 0           | 2           | 8           | 0          | 20         | –20        | 0.200  |

## Interlands
|                                                              |           |                                         |        |                                                                                          |
| 1 maart Vriendschappelijk № 466 «onderlinge duels» 20:15 uur | Luxemburg | 0 – 2                                   | België | Stade Josy Barthel, Luxemburg Toeschouwers: 3.271 Scheidsrechter: Thomas Einwaller (AUT) |
| 1 maart Vriendschappelijk № 466 «onderlinge duels» 20:15 uur |           | 42' Kevin Vandenbergh 61' Luigi Pieroni |        | Stade Josy Barthel, Luxemburg Toeschouwers: 3.271 Scheidsrechter: Thomas Einwaller (AUT) |

|                                                             | |       |           |                                                                                    |
| 27 mei Vriendschappelijk № 467 «onderlinge duels» 17:00 uur | Duitsland | 7 – 0 | Luxemburg | Badenova-Stadion, Freiburg Toeschouwers: 23.000 Scheidsrechter: René Rogalla (SUI) |
| 27 mei Vriendschappelijk № 467 «onderlinge duels» 17:00 uur | Miroslav Klose 5' Torsten Frings 19' (pen.) Lukas Podolski 36' Miroslav Klose 59' Lukas Podolski 65' (pen.) Oliver Neuville 90' Oliver Neuville 90+2' |       |           | Badenova-Stadion, Freiburg Toeschouwers: 23.000 Scheidsrechter: René Rogalla (SUI) |

|                                                             |           |                                          |          |                                                                                         |
| 3 juni Vriendschappelijk № 468 «onderlinge duels» 20:00 uur | Luxemburg | 0 – 3                                    | Portugal | Stade Saint-Symphorien, Metz Toeschouwers: 19.157 Scheidsrechter: Laurent Duhamel (FRA) |
| 3 juni Vriendschappelijk № 468 «onderlinge duels» 20:00 uur |           | 46' Simão 72' (pen.) Simão 85' Luís Figo |          | Stade Saint-Symphorien, Metz Toeschouwers: 19.157 Scheidsrechter: Laurent Duhamel (FRA) |

|                                                             |           |                                                                   |          |                                                                                         |
| 8 juni Vriendschappelijk № 469 «onderlinge duels» 20:00 uur | Luxemburg | 0 – 3                                                             | Oekraïne | Stade Josy Barthel, Luxemburg Toeschouwers: 3.766 Scheidsrechter: Peter Vervecken (BEL) |
| 8 juni Vriendschappelijk № 469 «onderlinge duels» 20:00 uur |           | 55' Andrij Voronin 83' Andrij Sjevtsjenko 84' Maksim Kalinichenko |          | Stade Josy Barthel, Luxemburg Toeschouwers: 3.766 Scheidsrechter: Peter Vervecken (BEL) |

|                                                                  |           |                 |         |                                                                                        |
| 16 augustus Vriendschappelijk № 470 «onderlinge duels» 20:00 uur | Luxemburg | 0 – 1           | Turkije | Stade Josy Barthel, Luxemburg Toeschouwers: 2.353 Scheidsrechter: Michael Weiner (GER) |
| 16 augustus Vriendschappelijk № 470 «onderlinge duels» 20:00 uur |           | 26' Fatih Tekke |         | Stade Josy Barthel, Luxemburg Toeschouwers: 2.353 Scheidsrechter: Michael Weiner (GER) |

|                                                                |           |                     |           |                                                                                       |
| 2 september EK-kwalificatie № 471 «onderlinge duels» 19:30 uur | Luxemburg | 0 – 1               | Nederland | Stade Josy Barthel, Luxemburg Toeschouwers: 8.000 Scheidsrechter: João Ferreira (POR) |
| 2 september EK-kwalificatie № 471 «onderlinge duels» 19:30 uur |           | 18' Joris Mathijsen |           | Stade Josy Barthel, Luxemburg Toeschouwers: 8.000 Scheidsrechter: João Ferreira (POR) |

|                                                                  |           |       |         |                                                                                            |
| 6 september Vriendschappelijk № 472 «onderlinge duels» 20:00 uur | Luxemburg | 0 – 0 | Letland | Stade Alphonse Theis, Hesperange Toeschouwers: 1.755 Scheidsrechter: Emil Bozinovski (MKD) |
| 6 september Vriendschappelijk № 472 «onderlinge duels» 20:00 uur |           |       |         | Stade Alphonse Theis, Hesperange Toeschouwers: 1.755 Scheidsrechter: Emil Bozinovski (MKD) |

|                                                              |                                         |       |           |                                                                              |
| 7 oktober EK-kwalificatie № 473 «onderlinge duels» 19:45 uur | Slovenië                                | 2 – 0 | Luxemburg | Petrol Arena, Celje Toeschouwers: 3.500 Scheidsrechter: Panicos Kailis (CYP) |
| 7 oktober EK-kwalificatie № 473 «onderlinge duels» 19:45 uur | Milivoje Novakovič 30' Robert Koren 44' |       |           | Petrol Arena, Celje Toeschouwers: 3.500 Scheidsrechter: Panicos Kailis (CYP) |

|                                                               |           |                          |           |                                                                                    |
| 11 oktober EK-kwalificatie № 474 «onderlinge duels» 19:15 uur | Luxemburg | 0 – 1                    | Bulgarije | Stade Josy Barthel, Luxemburg Toeschouwers: 3.156 Scheidsrechter: Novo Panic (BIH) |
| 11 oktober EK-kwalificatie № 474 «onderlinge duels» 19:15 uur |           | 26' Aleksandar Toentsjev |           | Stade Josy Barthel, Luxemburg Toeschouwers: 3.156 Scheidsrechter: Novo Panic (BIH) |

|                                                                  |           |       |      |                                                                                       |
| 15 november Vriendschappelijk № 475 «onderlinge duels» 19:00 uur | Luxemburg | 0 – 0 | Togo | Stade Josy Barthel, Luxemburg Toeschouwers: 1.417 Scheidsrechter: Ceri Richards (WAL) |
| 15 november Vriendschappelijk № 475 «onderlinge duels» 19:00 uur |           |       |      | Stade Josy Barthel, Luxemburg Toeschouwers: 1.417 Scheidsrechter: Ceri Richards (WAL) |

## FIFA-wereldranglijst
| JAN | FEB | MAR | APR | MEI | JUN | JUL | AUG | SEP | OKT | NOV | DEC |
| --- | --- | --- | --- | --- | --- | --- | --- | --- | --- | --- | --- |
| 151 | 151 | 151 | 152 | 152 | 152 | 194 | 194 | 195 | 193 | 189 | 186 |

## Statistieken
| Jonathan Joubert    | 1979-09-12 | F91 Dudelange        | 6  | 0 | 0 | 6  | 0 |
| Stéphane Gillet     | 1977-08-20 | RFC Union Luxembourg | 3  | 1 | 0 | 20 | 0 |
| Marc Oberweis       | 1982-11-06 | CS Grevenmacher      | 1  | 0 | 0 | 5  | 0 |
| Verdediging         |            |                      |    |   |   |    |   |
| Claude Reiter       | 1981-07-02 | Jeunesse Esch        | 9  | 0 | 0 | 33 | 1 |
| Eric Hoffmann       | 1984-06-21 | Etzella Ettelbruck   | 8  | 0 | 0 | 36 | 0 |
| Jeff Strasser       | 1974-10-05 | RC Strasbourg        | 8  | 0 | 0 | 75 | 5 |
| Kim Kintziger       | 1987-04-02 | Swift Hesperange     | 7  | 0 | 0 | 8  | 0 |
| Tom Schnell         | 1985-10-08 | RFC Union Luxembourg | 2  | 1 | 0 | 8  | 0 |
| Tim Heinz           | 1984-02-05 | CS Grevenmacher      | 2  | 0 | 0 | 5  | 0 |
| Ben Federspiel      | 1981-05-18 | Etzella Ettelbruck   | 0  | 4 | 0 | 26 | 0 |
| Clayton de Sousa    | 1988-02-24 | Jeunesse Esch        | 0  | 3 | 0 | 3  | 0 |
| Middenveld          |            |                      |    |   |   |    |   |
| Mario Mutsch        | 1984-09-03 | Alemannia Aachen II  | 10 | 0 | 0 | 13 | 0 |
| Sébastien Rémy      | 1974-04-16 | F91 Dudelange        | 10 | 0 | 0 | 41 | 0 |
| René Peters         | 1981-06-15 | Swift Hesperange     | 9  | 0 | 0 | 43 | 1 |
| Carlos Ferreira     | 1980-08-24 | Etzella Ettelbruck   | 8  | 0 | 0 | 9  | 0 |
| Claudio Lombardelli | 1987-10-14 | Jeunesse Esch        | 6  | 2 | 0 | 8  | 0 |
| Gilles Bettmer      | 1989-03-31 | SC Freiburg II       | 5  | 0 | 0 | 6  | 0 |
| Charles Leweck      | 1983-07-19 | Etzella Ettelbruck   | 3  | 3 | 0 | 21 | 0 |
| Alphonse Leweck     | 1981-12-16 | Etzella Ettelbruck   | 2  | 2 | 0 | 34 | 1 |
| Ben Payal           | 1988-09-08 | Jeunesse Esch        | 0  | 3 | 0 | 3  | 0 |
| Aanval              |            |                      |    |   |   |    |   |
| Aurélien Joachim    | 1986-08-10 | Alemannia Aachen II  | 8  | 2 | 0 | 12 | 0 |
| Daniel Huss         | 1979-10-08 | CS Grevenmacher      | 3  | 6 | 0 | 44 | 3 |
| Dan Collette        | 1985-04-02 | Jeunesse Esch        | 0  | 1 | 0 | 11 | 0 |
| Joël Kitenge        | 1987-11-12 | FC Villefranche      | 0  | 1 | 0 | 2  | 0 |
| Chris Sagramola     | 1988-02-25 | Jeunesse Esch        | 0  | 1 | 0 | 3  | 0 |

FLF · A-internationals · Bondscoaches · Statistieken · Luxemburgs vrouwenelftal · Luxemburg U21 · Luxemburg U19 · Luxemburg U18 · Luxemburg U17 · Luxemburg U16
1911 – 1919 ·
1920 – 1929 ·
1930 – 1939 ·
1940 – 1949 ·
1950 – 1959 ·
1960 – 1969 ·
1970 – 1979 ·
1980 – 1989 ·
1990 – 1999 ·
2000 – 2009 ·
2010 – 2019 ·
2020 − 2029
OS 1920 · 
OS 1924 · 
OS 1928 · 
OS 1936 · 
OS 1948 · 
OS 1952
1911 · 
1912 · 
1913 · 
1914 · 
1915 · 1916 · 1917 · 1918 · 1919 · 
1920 · 
1921 · 1922 · 1923 · 
1924 · 
1925 · 1926 · 
1927 · 
1928 · 
1929 · 1930 · 1931 · 1932 · 1933 · 
1934 · 
1935 · 
1936 · 
1937 · 
1938 · 
1939 · 
1940 · 
1941 · 1942 · 1943 · 1944 · 
1945 · 
1946 · 
1947 · 
1948 · 
1949 · 
1950 · 
1952 · 
1952 · 
1953 · 
1954 · 
1955 · 
1956 · 
1957 · 
1958 · 
1959 · 
1960 · 
1961 · 
1962 · 
1963 · 
1964 · 
1965 · 
1966 · 
1967 · 
1968 · 
1969 · 
1970 · 
1971 · 
1972 · 
1973 · 
1974 · 
1975 · 
1976 · 
1977 · 
1978 · 
1979 · 
1980 · 
1981 · 
1982 · 
1983 · 
1984 · 
1985 · 
1986 · 
1987 · 
1988 · 
1989 · 
1990 · 
1991 · 
1992 · 
1993 · 
1994 · 
1995 · 
1996 · 
1997 · 
1998 · 
1999 · 
2000 · 
2001 · 
2002 · 
2003 · 
2004 · 
2005 · 
2006 · 
2007 · 
2008 · 
2009 · 
2010 · 
2011 · 
2012 · 
2013 · 
2014 · 
2015 ·
2016 ·
2017 ·
2018 ·
2019 ·
2020 ·
2021
Afghanistan ·
Albanië ·
Algerije ·
Armenië ·
Azerbeidzjan ·
België ·
Bosnië en Herzegovina ·
Brazilië ·
Bulgarije ·
Canada ·
Cyprus ·
DDR ·
Denemarken ·
(West-)Duitsland ·
Egypte ·
Engeland ·
Estland ·
Faeröer ·
Finland ·
Frankrijk ·
Gambia ·
Georgië ·
Griekenland ·
Hongarije ·
Ierland ·
IJsland ·
Israël ·
Italië ·
Japan ·
Joegoslavië ·
Kaapverdië ·
Kameroen ·
Kazachstan ·
Letland ·
Liechtenstein ·
Litouwen ·
Madagaskar ·
Malta ·
Marokko ·
Mexico ·
Moldavië ·
Montenegro ·
Myanmar ·
Nederland ·
Nigeria ·
Noord-Ierland ·
Noord-Macedonië ·
Noorwegen ·
Oekraïne ·
Oostenrijk ·
Polen ·
Portugal ·
Qatar ·
Roemenië ·
Rusland ·
San Marino ·
Saoedi-Arabië ·
Schotland ·
Senegal ·
Servië ·
Servië en Montenegro ·
Slovenië ·
Slowakije ·
Sovjet-Unie ·
Spanje ·
Thailand ·
Togo ·
Tsjechië ·
Tsjecho-Slowakije ·
Turkije ·
Uruguay ·
Verenigde Staten ·
Wales ·
Wit-Rusland ·
Zuid-Korea ·
Zweden ·
Zwitserland